# Віпфраталь
Віпфраталь (нім. Wipfratal) — громада в Німеччині, розташована в землі Тюрингія. Входить до складу району Ільм.
Площа — 49,80 км2. Населення становить Невірний параметр metadata 16 070 053 ос. (станом на 31 грудня 2021).